# Vector propi generalitzat
En àlgebra lineal, per una matriu A, potser no sempre existeix un conjunt complet de vectors propisIn linealment independents que conformin una base completa: una matriu pot no ser diagonalitzable. Això succeeix quan la multiplicitat algebraica d'almenys un valor propi λ és més gran que la seva multiplicitat geomètrica (la dimensió del nucli de la matriu {\displaystyle (A-\lambda I)}). En aquests casos, un vector propi generalitzat de A és un vector v no nul, associat al valor propi λ de multiplicitat algebraica k ≥1, que satisfà
{\displaystyle (A-\lambda I)^{k}\mathbf {v} =\mathbf {0} .}
El conjunt de tots els vectors propis generalitzats per un valor propi donat λ, configuren l'espai propi generalitzat per λ.
Els vectors propis i espais propis ordinaris són aquells on k=1.

## Per matrius defectives
Hom necessita el concepte de vector propi generalitzat per construir una base completa per una matriu defectiva, que és una matriu que té menys vectors propis linealment independents que valors propis (tenint en compte la multiplicitat). Sobre un cos algebraicament tancat, els vectors generalitzats permeten, de fet, construir una base completa, com se segueix de la forma canònica de Jordan d'una matriu.
En particular, suposem que un valor propi λ d'una matriu A té multiplicitat algebraica m però menys vectors propis (associats a λ). Formem una seqüència de m vectors propis i vectors propis generalitzats {\displaystyle x_{1},x_{2},\ldots ,x_{m}} que són linealment independents i que satisfan
{\displaystyle (A-\lambda I)x_{k}=\alpha _{k,1}x_{1}+\cdots +\alpha _{k,k-1}x_{k-1}}
per alguns coeficients {\displaystyle \alpha _{k,1},\ldots ,\alpha _{k,k-1}}, on {\displaystyle k=1,\ldots ,m}. D'aquí se segueix que
{\displaystyle (A-\lambda I)^{k}x_{k}=0.\!}
Hom sempre pot escollir aquests vectors {\displaystyle x_{1},x_{2},\ldots ,x_{m}}, però aquests no estan unívocament determinats per les relacions anteriors. Si la multiplicitat geomètrica (la dimensió de l'espai propi) de λ és p, llavors hom pot escollir els p primers vectors de tal manera que siguin vectors propis, però els restants m − p vectors són només vectors propis generalitzats.

## Exemples

### Exemple 1
Suposem que
{\displaystyle A={\begin{bmatrix}1&1\\0&1\end{bmatrix}}.}
Llavors hi ha un valor propi λ=1 amb multiplicitat algebraica m igual a 2.
Existeixen diverses formes de deduir que hi ha necessàriament un vector propi generalitzat. La manera més fàcil és observar que aquesta matriu està en forma canònica de Jordan, però no és diagonal, la qual cosa significa que la matriu no és diagonalitzable. Com que hi ha una entrada a la superdiagonal, llavors deduïm que hi ha un vector propi generalitzat (o també podríem observar que l'espai vectorial és de dimensió 2, per tant només hi pot haver un vector propi generalitzat). De forma alternativa, podríem calcular la dimensió del nucli de {\displaystyle A-I}, que és p=1, i llavors hi ha m-p=1 vector propi generalitzat.
Deixem el càlcul del vector propi (ordinari) {\displaystyle v_{1}={\begin{bmatrix}1\\0\end{bmatrix}}} al lector (vegeu l'article Valor propi, vector propi i espai propi per obtenir exemples). Usant aquest vector propi, calculem el vector propi generalitzat {\displaystyle v_{2}} tot resolent
{\displaystyle (A-\lambda I)v_{2}=v_{1}.}
Si escrivim els valors:
{\displaystyle \left({\begin{bmatrix}1&1\\0&1\end{bmatrix}}-{\begin{bmatrix}1&0\\0&1\end{bmatrix}}\right){\begin{bmatrix}v_{21}\\v_{22}\end{bmatrix}}={\begin{bmatrix}1\\0\end{bmatrix}}.}
Això se simplifica com
{\displaystyle {\begin{matrix}v_{21}+v_{22}-v_{21}=1\\v_{22}-v_{22}=0.\end{matrix}}}
Al seu torn, això se simplifica com
{\displaystyle v_{22}=1.}
És a dir, {\displaystyle v_{21}} no té restriccions, i pot ser llavors qualsevol escalar. Així doncs, el vector generalitzat és {\displaystyle v_{2}={\begin{bmatrix}*\\1\end{bmatrix}}}, on * significa que qualsevol valor és adient. Per simplicitat, hom acostuma a prendre el valor 0.

### Exemple 2
La matriu
{\displaystyle A={\begin{bmatrix}1&0&0&0&0\\3&1&0&0&0\\6&3&2&0&0\\10&6&3&2&0\\15&10&6&3&2\end{bmatrix}}}
té els valors propis 1 i 2 amb multiplicitats algebraiques 2 i 3, però multiplicitats geomètriques 1 i 1, respectivament.
A continuació es calculen els espais propis generalitzats de A:
{\displaystyle (A-1I){\begin{bmatrix}0\\1\\-3\\3\\-1\end{bmatrix}}={\begin{bmatrix}0&0&0&0&0\\3&0&0&0&0\\6&3&1&0&0\\10&6&3&1&0\\15&10&6&3&1\end{bmatrix}}{\begin{bmatrix}0\\1\\-3\\3\\-1\end{bmatrix}}={\begin{bmatrix}0\\0\\0\\0\\0\end{bmatrix}}}
{\displaystyle (A-1I){\begin{bmatrix}1\\-15\\30\\-1\\-45\end{bmatrix}}={\begin{bmatrix}0&0&0&0&0\\3&0&0&0&0\\6&3&1&0&0\\10&6&3&1&0\\15&10&6&3&1\end{bmatrix}}{\begin{bmatrix}1\\-15\\30\\-1\\-45\end{bmatrix}}=3{\begin{bmatrix}0\\1\\-3\\3\\-1\end{bmatrix}}}
{\displaystyle (A-2I){\begin{bmatrix}0\\0\\0\\0\\1\end{bmatrix}}={\begin{bmatrix}-1&0&0&0&0\\3&-1&0&0&0\\6&3&0&0&0\\10&6&3&0&0\\15&10&6&3&0\end{bmatrix}}{\begin{bmatrix}0\\0\\0\\0\\1\end{bmatrix}}={\begin{bmatrix}0\\0\\0\\0\\0\end{bmatrix}}}
{\displaystyle (A-2I){\begin{bmatrix}0\\0\\0\\1\\0\end{bmatrix}}={\begin{bmatrix}-1&0&0&0&0\\3&-1&0&0&0\\6&3&0&0&0\\10&6&3&0&0\\15&10&6&3&0\end{bmatrix}}{\begin{bmatrix}0\\0\\0\\1\\0\end{bmatrix}}=3{\begin{bmatrix}0\\0\\0\\0\\1\end{bmatrix}}}
{\displaystyle (A-2I){\begin{bmatrix}0\\0\\1\\-2\\0\end{bmatrix}}={\begin{bmatrix}-1&0&0&0&0\\3&-1&0&0&0\\6&3&0&0&0\\10&6&3&0&0\\15&10&6&3&0\end{bmatrix}}{\begin{bmatrix}0\\0\\1\\-2\\0\end{bmatrix}}=3{\begin{bmatrix}0\\0\\0\\1\\0\end{bmatrix}}}
Així obtenim una base per cadascun dels espais propis generalitzats de A. Combinant-los obtenim un conjunt de vectors-columna, generador de l'espai vectorial de 5 dimensions.
{\displaystyle \left\{{\begin{bmatrix}0\\1\\-3\\3\\-1\end{bmatrix}}{\begin{bmatrix}1\\-15\\30\\-1\\-45\end{bmatrix}}\right\},\left\{{\begin{bmatrix}0\\0\\0\\0\\1\end{bmatrix}}{\begin{bmatrix}0\\0\\0\\1\\0\end{bmatrix}}{\begin{bmatrix}0\\0\\1\\-2\\0\end{bmatrix}}\right\}}
Obtenim ara la forma canònica de Jordan:
{\displaystyle T={\begin{bmatrix}0&0&0&1&0\\3&0&0&-15&0\\-9&0&0&30&1\\9&0&3&-1&-2\\-3&9&0&-45&0\end{bmatrix}}\quad J={\begin{bmatrix}1&1&0&0&0\\0&1&0&0&0\\0&0&2&1&0\\0&0&0&2&1\\0&0&0&0&2\end{bmatrix}}}
on
{\displaystyle AT=TJ}

## Altres significats
- L'ús de funció pròpia és diferent del que s'ha exposat; forma part de la teoria d'espais de Hilbert equipats.

- També es pot fer servir el terme vector propi generalitzar per un vector propi del problema de valor propi generalitzat

{\displaystyle Av=\lambda Bv.}

## La dimensió del nucli de (A − λ I)k

### Introducció
En aquesta secció mostrarem que, si λ és un valor propi de la matriu A amb multiplicitat algebraica k, llavors el nucli de (A - λ I)k té dimensió k.

### Existència de valors propis
Considerem una matriu A n×n. El determinant de A és n-lineal i alternat. Addicionalment, det(I)=1, on I és la matriu identitat n×n. A partir de la definició de determinant hom pot veure que, per a una matriu triangular T=(tij),
{\displaystyle \det(T)=\prod (t_{ii}).}
Existeixen tres tipus d'operacions elementals sobre matrius:
- multiplicació per un escalar,
- intercanvi de dues files, i
- addició d'un múltiple escalar d'una fila a una altra.

La multiplicació d'una fila de A per un escalar α provoca que el nou determinant sigui {\displaystyle \alpha \det(A)}. Si intercanviem dues files, llavors canvia el signe del determinant, i l'addició d'un múltiple escalar d'una fila a una altra no canvia el valor del determinant.
Tenim el següent teorema, que requereix una petita demostració:
| L'equació {\displaystyle Ax=0} té una solució {\displaystyle x\neq 0} si i només si {\displaystyle \det(A)=0}. |

| L'equació {\displaystyle Ax=\lambda x} té una solució {\displaystyle x\neq 0} si i només si {\displaystyle \det(\lambda I-A)=0}. |

### Demostració constructiva de la forma triangular de Schur
La demostració del resultat principal d'aquesta secció raurà en el concepte de transformació de semblança vist anteriorment.
| Per qualsevol matriu A n×n, existeixen una matriu triangular T i una matriu unitària Q tals que {\displaystyle AQ=QT}. Transformació de Schur en forma triangular |

### Demostració del teorema de la dimensió del nucli
Com que {\displaystyle AQ=QU}, tenim que {\displaystyle A=QUQ^{T}}. És senzill comprovar que
{\displaystyle (xI-A)=Q(xI-U)Q^{T}}
i per tant
{\displaystyle \det(xI-A)=\det(xI-U)}
Llavors, el polinomi característic de A és el mateix que el de U, i està donat per
{\displaystyle p(x)=(x-\lambda _{1})(x-\lambda _{2})\cdots (x-\lambda _{n})}
(donat que Q és unitària).
Observem que la construcció que hem indicat en la demostració anterior ens permet escollir qualsevol ordre pels valors propis de A, que acabaran essent els elements de la diagonal de la matriu triangular U. La multiplicitat algebraica d'un valor propi és el nombre de vegades que apareix a la diagonal.
Donat un valor propi λ de multiplicitat algebraica k, podem suposar que hem construït U de tal manera que λ apareix en els k primers elements de la diagonal.
{\displaystyle U={\begin{bmatrix}\lambda &z_{12}&z_{13}&\cdots &z_{1k}&z_{1\,k+1}&\cdots &z_{1n}\\0&\lambda &z_{23}&\cdots &z_{2k}&z_{2\,k+1}&\cdots &z_{2n}\\&0&\lambda &\cdots &z_{3k}&z_{3\,k+1}&\cdots &z_{3n}\\&&\ddots &\ddots &&&\cdots &\\&&&&\lambda &&\cdots &\vdots \\&&&&&\lambda _{k+1}&\cdots &\\&&&&&&\ddots &\\0&0&&\cdots &&&&\lambda _{n}\end{bmatrix}}}
Col·loquem U-λI en forma de blocs, de la següent manera:
{\displaystyle U-\lambda I={\begin{bmatrix}0&z_{12}&z_{13}&\cdots &z_{1k}&\vline &z_{1\,k+1}&\cdots &z_{1n}\\0&0&z_{23}&\cdots &z_{2k}&\vline &z_{2\,k+1}&\cdots &z_{2n}\\&0&0&\cdots &z_{3k}&\vline &z_{3\,k+1}&\cdots &z_{3n}\\&&\ddots &\ddots &&\vline &&\cdots &\\&&&&0&\vline &&\cdots &\vdots \\\hline &&&&&\vline &\beta _{k+1}&\cdots &\\&&&&&\vline &&\ddots &\\0&0&&\cdots &&\vline &&&\beta _{n}\end{bmatrix}}}
El bloc inferior esquerre només té elements a 0. D'altra banda, {\displaystyle \beta _{i}=\lambda _{i}-\lambda \neq 0}, per i = k+1, ..., n. És fàcil comprovar el següent:
{\displaystyle U-\lambda I={\begin{bmatrix}&&&&&\vline &z_{1\,k+1}&\cdots &z_{1n}\\&&&&&\vline &z_{2\,k+1}&\cdots &z_{2n}\\&&B&&&\vline &z_{3\,k+1}&\cdots &z_{3n}\\&&&&&\vline &&\cdots &\\&&&&&\vline &&\cdots &\vdots \\\hline &&&&&\vline &&&\\&&0&&&\vline &&T&\\&&&&&\vline &&&\end{bmatrix}}}
{\displaystyle (U-\lambda I)^{k}={\begin{bmatrix}&&&&&\vline &z_{1\,k+1}&\cdots &z_{1n}\\&&&&&\vline &z_{2\,k+1}&\cdots &z_{2n}\\&&B^{k}&&&\vline &z_{3\,k+1}&\cdots &z_{3n}\\&&&&&\vline &&\cdots &\\&&&&&\vline &&\cdots &\vdots \\\hline &&&&&\vline &&&\\&&0&&&\vline &&T^{k}&\\&&&&&\vline &&&\end{bmatrix}}}
on B és una matriu k×k triangular superior, amb tots els elements de diagonal i per sota de la diagonal a 0, i T és una matriu triangular superior (n-k)×(n-k), construïda a partir dels blocs de (U - λI), com hem vist abans.
{\displaystyle B={\begin{bmatrix}0&z_{12}&z_{13}&\cdots \\0&0&z_{23}&\cdots \\0&0&\ddots &\cdots \\0&0&\cdots &0\end{bmatrix}},\qquad T={\begin{bmatrix}\beta _{k+1}&&\cdots \\0&\ddots &\\\vdots &\\0&\cdots &\beta _{n}\end{bmatrix}}}
Ara es comprova fàcilment que
{\displaystyle B^{k}={\begin{bmatrix}0&0&0&\cdots \\0&0&0&\cdots \\0&0&\ddots &\cdots \\0&0&\cdots &0\end{bmatrix}},\qquad T^{k}={\begin{bmatrix}\beta _{k+1}^{k}&&\cdots \\0&\ddots &\\\vdots &\\0&\cdots &\beta _{n}^{k}\end{bmatrix}}}
És a dir, Bk té només elements a 0, i Tk és triangular amb elements no-nuls a la diagonal. Observem que, si multipliquem per B un vector columna v = (v1, v₂, ..., vk)T, llavors l'últim element (el k-sim) val 0. Després de dues multiplicacions per B, el penúltim element (el k-1-sim) també és zero; i així successivament.
D'aquí se segueix que (U-λI) té rang n-k, i que la dimensió del nucli és k.
Només resta notar que, com que (A-λI)k = Q (U-λI)k QT, llavors (A-λI)k té rang n-k i la dimensió del seu nucli és k. És a dir, una transformació unitària o altra de semblança mitjançant una matriu no-singular preserva el rang.
Hem demostrat el resultat principal.
| Si {\displaystyle \lambda } és un valor propi d'una matriu A amb multiplicitat algebraica k, llavors el nucli de {\displaystyle (A-\lambda I)^{k}} té dimensió k. |

Una observació important és que el fet d'elevar (A-λI) a una potència superior a k no afecta ni el rang ni la dimensió del nucli.